# Magdalenenkapelle (Mannheim)

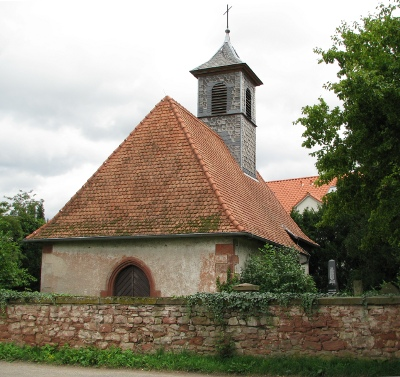
Magdalenenkapelle

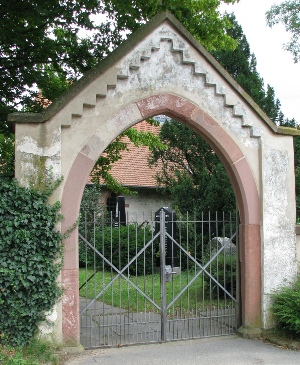
Portal von 1845

Die Magdalenenkapelle ist eine katholische Kapelle im Mannheimer Ortsteil Straßenheim. Früher war sie Pfarrkirche und heute ist sie einer der ältesten Sakralbauten auf Mannheimer Gemarkung. Teile des Bauwerks stammen aus dem 13. Jahrhundert. Die Kapelle ist als Kulturdenkmal von besonderer Bedeutung eingestuft.

## Geschichte
Straßenheim wurde erstmals 903 im Lorscher Codex erwähnt. Seit wann es eine Kirche im Ort gab, ist nicht bekannt. Überliefert ist ein Stiftungsbrief aus dem Jahr 1408, in dem die adlige Metze von Neipperg die bestehende Kapelle mit Gütern ausstattete und das Patronatsrecht dem Wormser Domkapitel übertrug, so dass die Kapelle im Jahr darauf zur Pfarrkirche erhoben wurde. 1556 wurde in der Kurpfalz die Reformation eingeführt. Im Zuge des Dreißigjährigen Kriegs wurde die reformierte Pfarrei aufgehoben und für den nun wieder katholischen Gottesdienst war Ladenburg zuständig. Nach dem Pfälzischen Erbfolgekrieg scheint die Kapelle über mehrere Jahrzehnte nicht mehr genutzt worden zu sein. Erst unter Kurfürst Carl Theodor wurde sie wieder renoviert und 1750 vom Wormser Weihbischof von Merle erneut geweiht, zu Ehren der Maria Magdalena.
1814 wurde Straßenheim von Viernheim aus pastorisiert, ab 1817 von Heddesheim und schließlich wurde 1913 Wallstadt zuständig (Christ-König-Kirche). Der schlanke gotische Dachreiter der Kirche wurde 1816 durch den heutigen massiven ersetzt. 1955 wurde die Kapelle renoviert. Weitere Renovierungen folgten zu Beginn der 1980er, 2006/07 und aktuell 2019–2021.

## Beschreibung
Die Magdalenenkapelle steht im Ortskern des aus nur wenigen Häusern bestehenden Straßenheim. Sie hat einen rechteckigen Grundriss mit einem eingezogenen geraden Chor. Bedeckt wird sie von einem Walmdach, das von einem Dachreiter bekrönt wird. Die Grundsubstanz des Bauwerks stammt wahrscheinlich aus dem 13. Jahrhundert, die gotischen Spitzbogenfenster und das Spitzbogenportal aus dem 16. Jahrhundert. Die barocke Ausgestaltung des 50 Personen fassenden Innenraums geht zurück auf die Renovierung Mitte des 18. Jahrhunderts. Der marmorierte Altar aus Holz wird flankiert von zwei Putten (1750) und bekrönt von einem Kruzifix (1790). In seinem Innern verbirgt er einen älteren Altar aus grob behauenem Sandstein. Die Glocke im Dachreiter wurde 1765 gestiftet.
Die Magdalenenkapelle umschließt ein im 17. Jahrhundert angelegter Kirchhof, einer der ältesten in Mannheim. Die Friedhofsmauern im Osten und Norden sind noch original erhalten. Das historisierende Portal an der Südseite wurde 1845 geschaffen.